# Townsville
Townsville város Ausztrália Queensland államában, a Korall-tenger partján, Brisbane-től közúton kb. 1300 km-re északnyugatra. Lakosságának száma 2012-ben: 196 000 fő.
A város Queensland északi részének közigazgatási, kereskedelmi és ipari központja. Fő iparágak a városban a húskonzervek gyártása, a fafeldolgozás, a rézkohászat. Kikötőjében az állam belső részéből érkező gyapjút, ásványi anyagokat, húst, faanyagot, élelmiszert raknak hajókra.
A város alapítója, a későbbi névadó, Robert Towns volt a 19. század közepén, aki Angliából érkezett és Ausztráliában telepedett le. Felismerte e vidék mezőgazdasági lehetőségeit és felvásárolta a földeket gyapottermesztés számára. Amikor később Angliában hiánycikk lett a cukor, Towns gyapot helyett cukornádat kezdett el termeszteni. Kikötőt létesített a mai Cleveland Bay -ben és raktárakat épített. Ezután a település gyors fejlődésnek indult. Vágóhidakat létesítettek, illetve a környéken Charters Towersnél aranyra bukkantak. Az 1930-as évektől a Mount Isa környékén bányászott ásványi kincseket is Townsville kikötőjébe szállították, a parton rézkohászati üzemeket alapítottak. A II. világháború után több ipari üzem létesült a környéken. Napjainkban az idegenforgalom is húzóerő. Townsville-ből sok turista látogat a Nagy-korallzátonyhoz és a közeli Mágnes-szigetre (Magnetic Island).

## Galéria

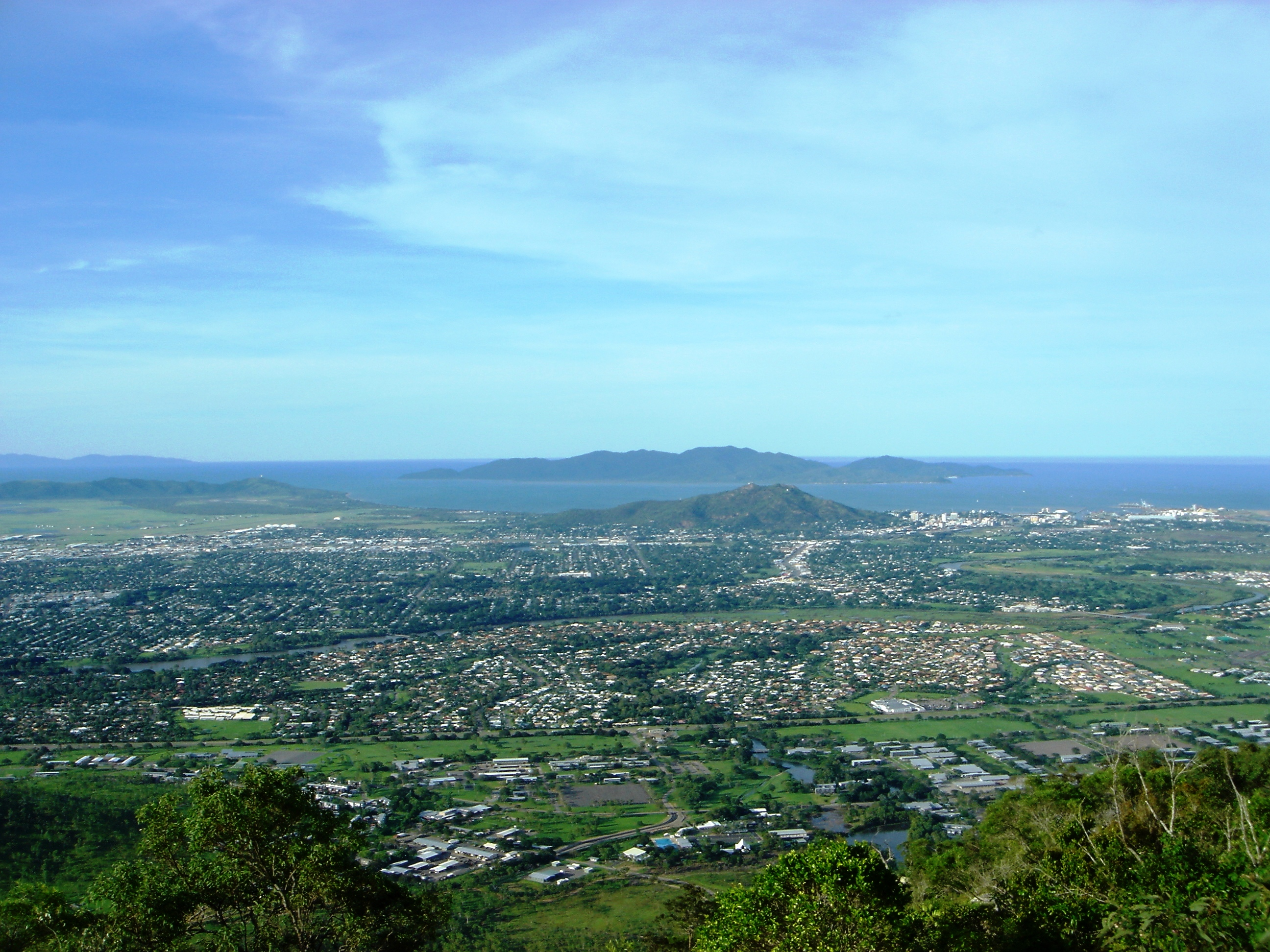
A város panorámája a Stuart-hegyről
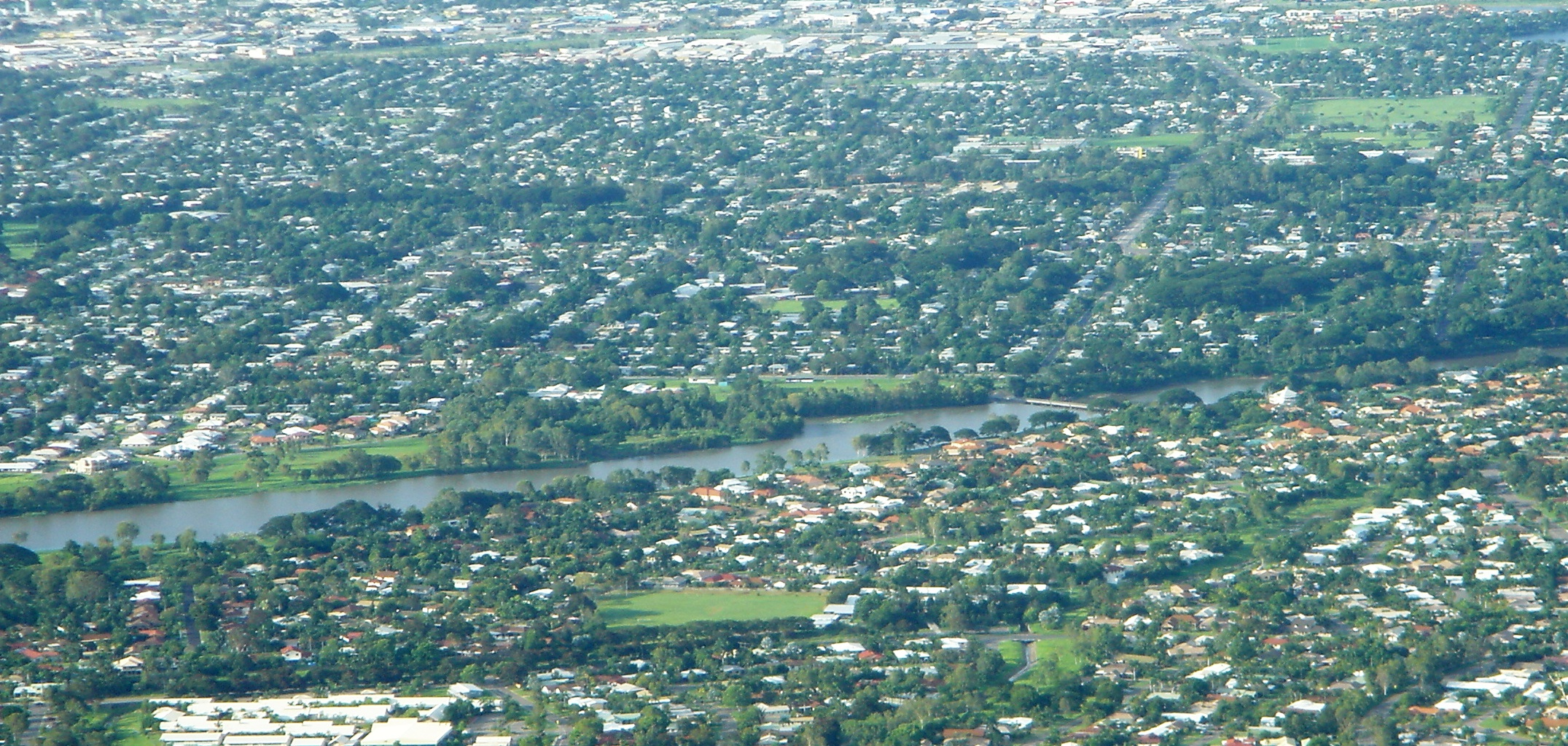
A Ross-folyó és környéke a külvárosban
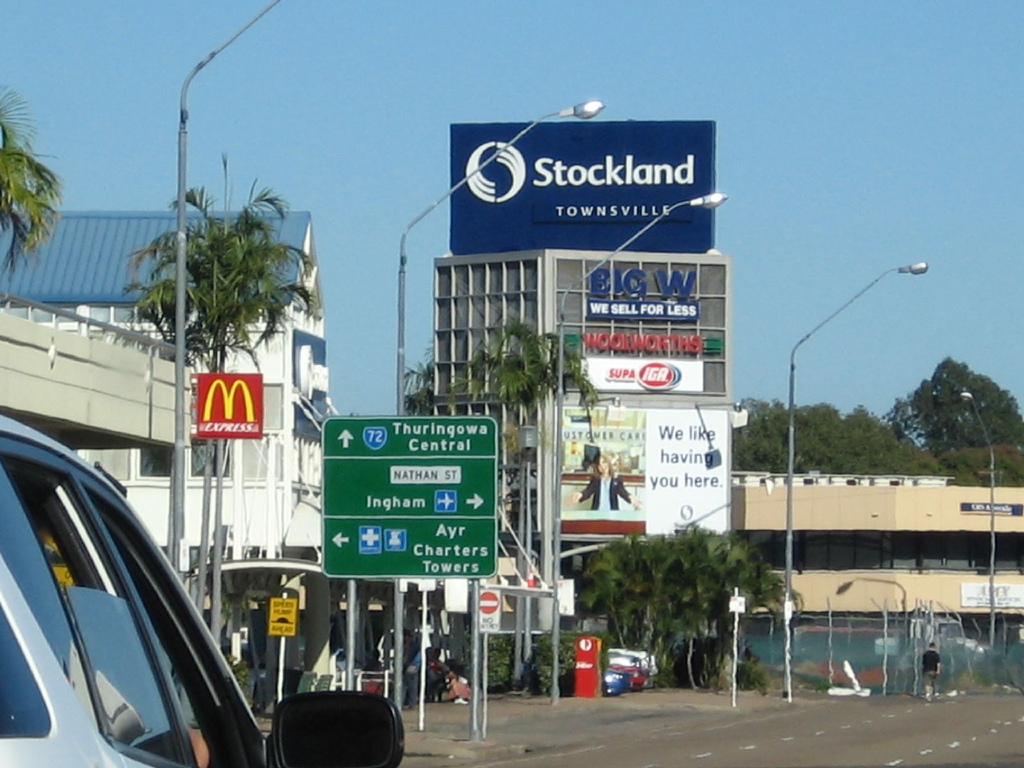
Egy utcakép
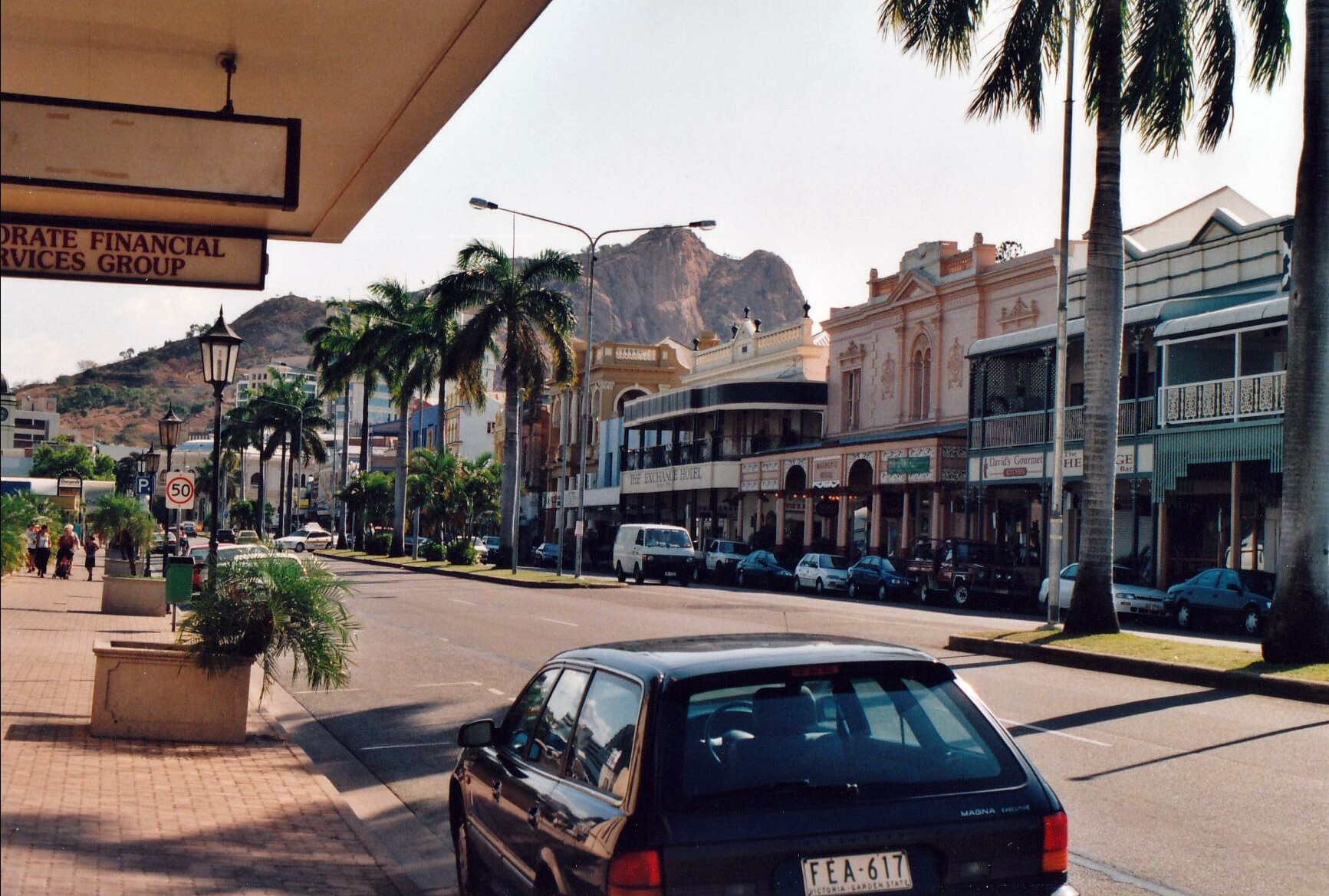
Belvárosi utcakép
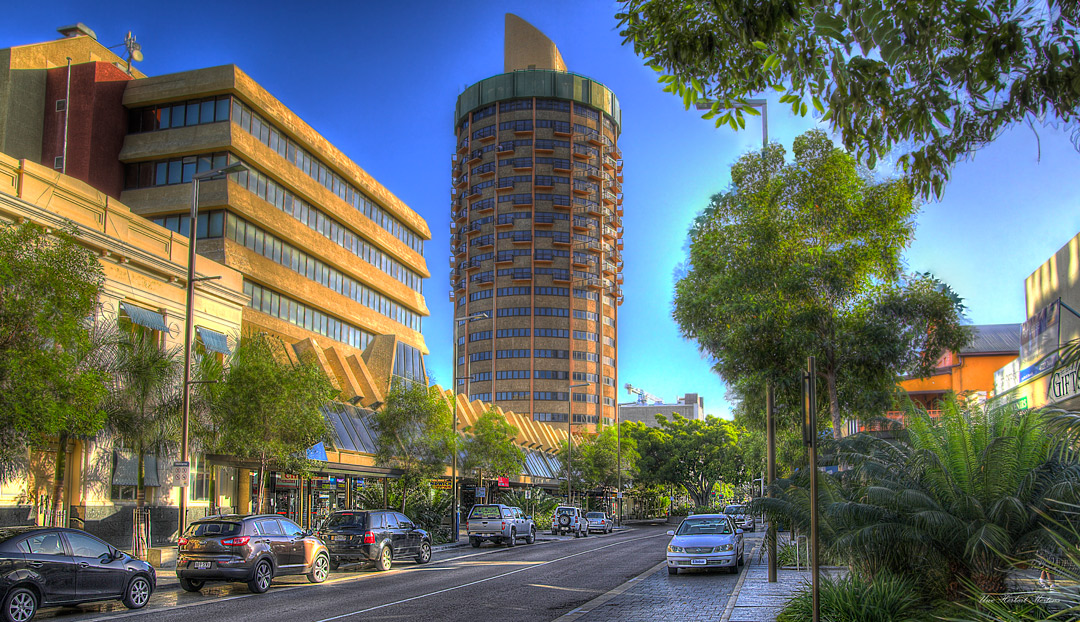
Flinders utca
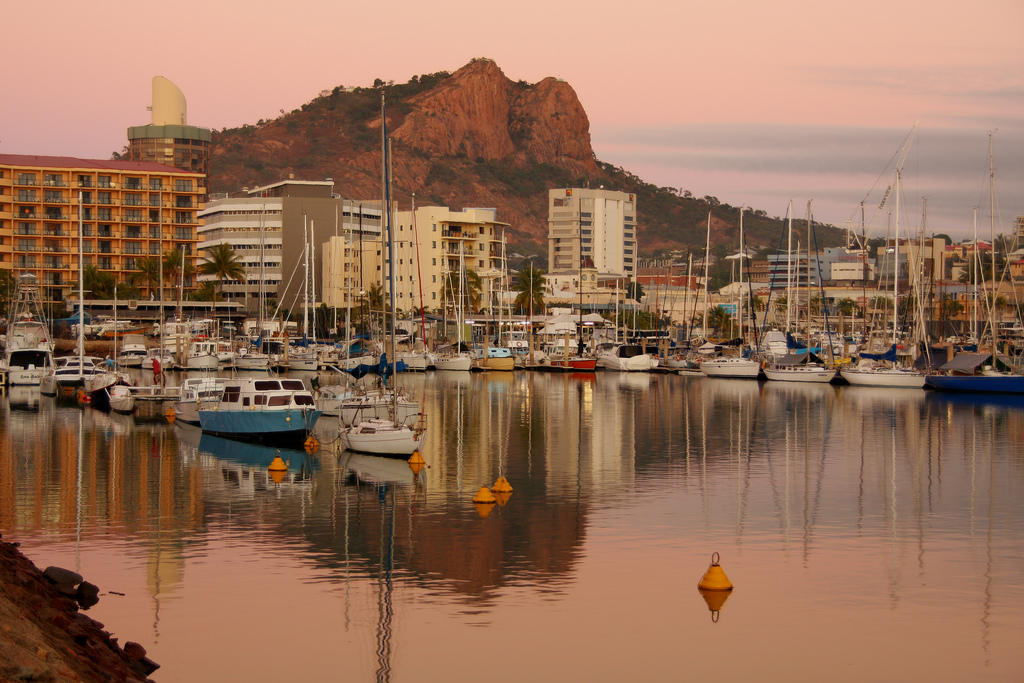
Jachtkikötő
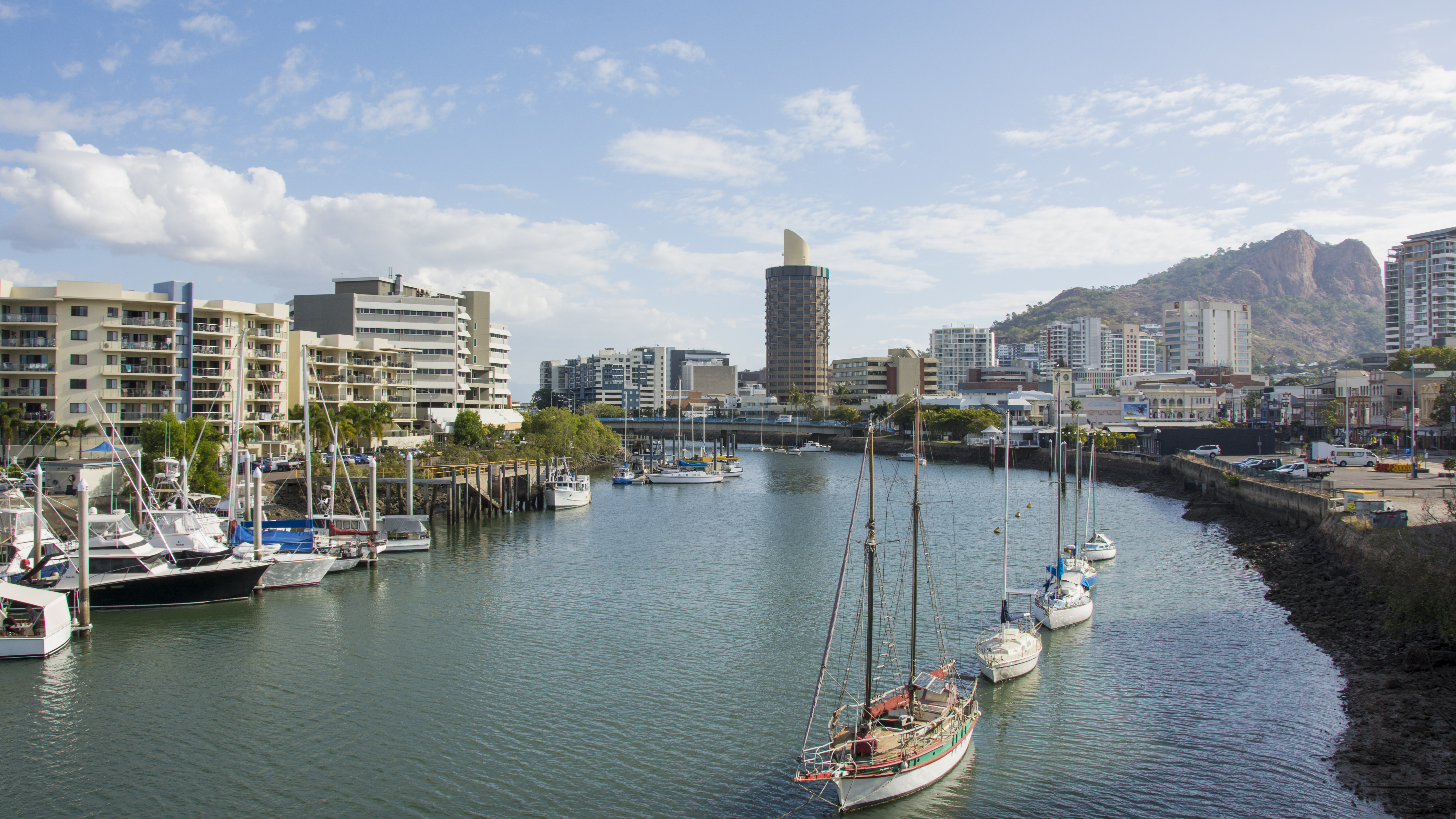
Ross river creek
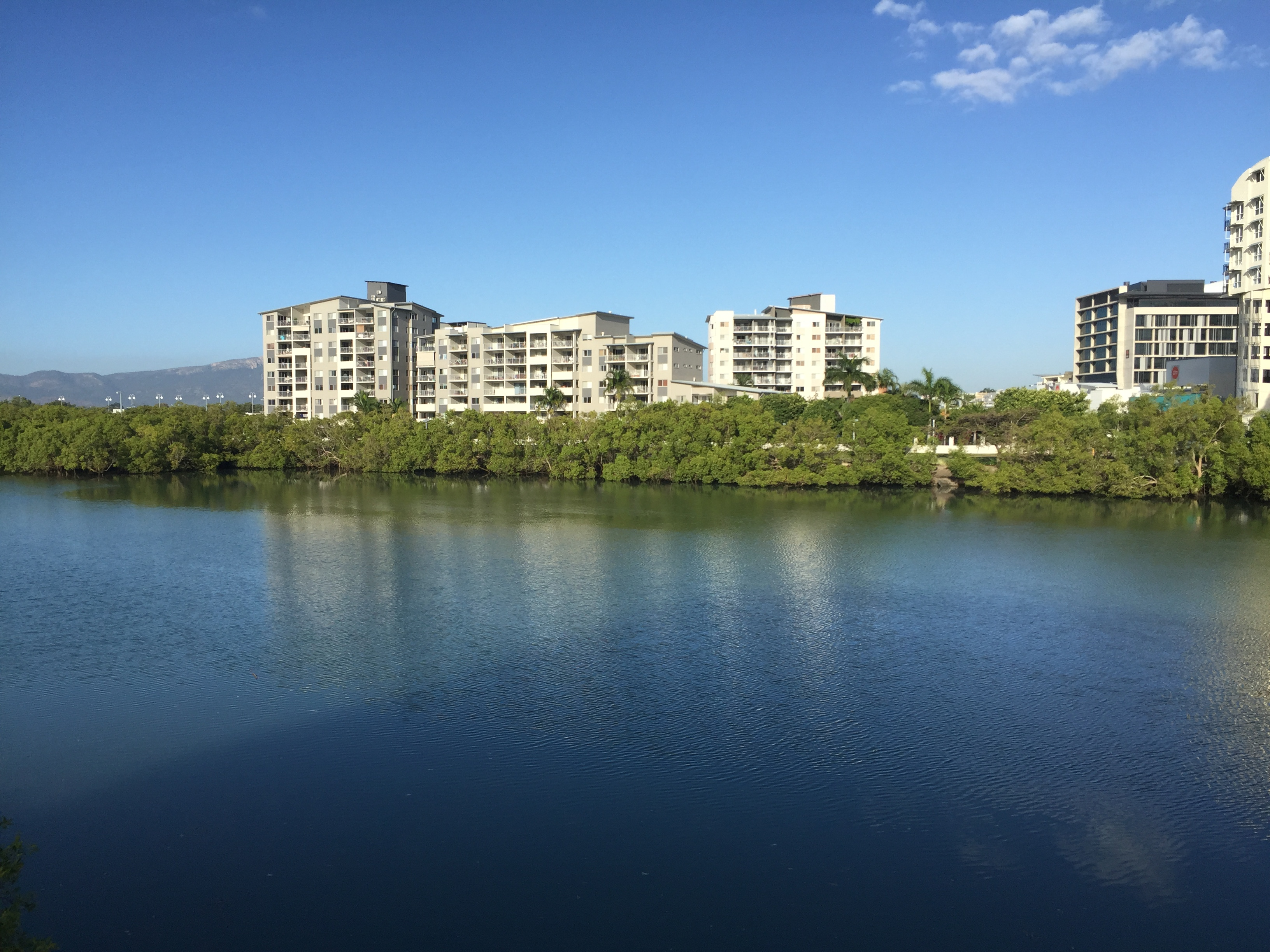
Lakóházak